# Parkia parvifoliola
Parkia parvifoliola  (лат.) — вид двудольных растений рода Паркия (Parkia) семейства Бобовые (Fabaceae). Растение впервые описано в 1938 году японским ботаником Такахиде Хосокавой.

## Распространение, описание
Эндемик Палау, распространённый на острове Бабелдаоб.
Дерево; произрастает главным образом в лесах.

## Замечания по охране
В 1998 году получил статус «vulnerable» («уязвимый») согласно данным Международного союза охраны природы. Последний раз образцы растения были собраны более пятидесяти лет назад, и более актуальные данные о состоянии вида отсутствуют.